# Coupe Amílcar Cabral 1991
Navigation
Mali 1989 Sierra Leone 1993
La Coupe Amílcar Cabral 1991 est la douzième édition de la Coupe Amílcar Cabral qui a eu lieu au Sénégal du 22 novembre au 2 décembre 1991. Les nations membres de la UFOA (Union des fédérations ouest-africaines de football) sont invitées à participer à la compétition. 
La finale voit la victoire du pays organisateur, le Sénégal face au Cap-Vert. Si c'est la 8e finale et le 7e titre pour les Sénégalais, c'est en revanche la première fois que les Tubaroes Azules atteignent la finale de la compétition. À noter qu'il n'y a pas de match pour la troisième place lors de cette édition.

## Équipes participantes
- Sénégal - Organisateur
- Mali - Tenant du titre
- Cap-Vert
- Guinée
- Gambie
- Sierra Leone
- Guinée-Bissau

## Compétition

### Premier tour

#### Groupe A
| Rang | Équipe       | Pts | J | G | N | P | Bp | Bc | Diff |  | Résultats (▼ dom., ► ext.) |  |     |     |     |
| ---- | ------------ | --- | - | - | - | - | -- | -- | ---- |  | -------------------------- |  | --- | --- | --- |
| 1    | Sierra Leone | 4   | 3 | 1 | 2 | 0 | 2  | 1  | +1   |  | Sierra Leone               |  | 0-0 | 1-1 | 1-0 |
| 2    | Gambie       | 4   | 3 | 1 | 2 | 0 | 1  | 0  | +1   |  | Gambie                     |  |     | 1-0 | 0-0 |
| 3    | Mali         | 3   | 3 | 1 | 1 | 1 | 3  | 2  | +1   |  | Mali                       |  |     |     | 2-0 |
| 4    | Guinée       | 1   | 3 | 0 | 1 | 2 | 0  | 3  | -3   |  | Guinée                     |  |     |     |     |

#### Groupe B
| Rang | Équipe        | Pts | J | G | N | P | Bp | Bc | Diff |  | Résultats (▼ dom., ► ext.) |  |     |     |
| ---- | ------------- | --- | - | - | - | - | -- | -- | ---- |  | -------------------------- |  | --- | --- |
| 1    | Sénégal       | 3   | 2 | 1 | 1 | 0 | 4  | 0  | +4   |  | Sénégal                    |  | 0-0 | 4-0 |
| 2    | Cap-Vert      | 3   | 2 | 1 | 1 | 0 | 2  | 1  | +1   |  | Cap-Vert                   |  |     | 2-1 |
| 3    | Guinée-Bissau | 0   | 2 | 0 | 0 | 2 | 1  | 6  | -5   |  | Guinée-Bissau              |  |     |     |

### Phase finale

#### Demi-finales
| 30 novembre 1991 | Cap-Vert        | 0 - 0 a.p. | Sierra Leone | Dakar                |
|                  |                 |            |              | Spectateurs : 10 000 |
|                  | Tirs au but 4-1 |            |              |                      |

| 30 novembre 1991 | Sénégal             | 2 - 0 | Gambie | Dakar                |                      |
|                  | Seck 56e · Sarr 62e |       |        | Spectateurs : 40 000 | Spectateurs : 40 000 |

#### Finale
| 2 décembre 1991 | Sénégal  | 1 - 0 | Cap-Vert | Dakar                |                      |
|                 | Sarr 89e |       |          | Spectateurs : 25 000 | Spectateurs : 25 000 |

| Vainqueur Coupe Amílcar Cabral 1991 Sénégal Septième titre |

## Sources et liens externes
- (en) Feuilles de matchs et infos sur RSSSF